# محمد الفهد
محمد الفهد ، لاعب كرة قدم كويتي من مواليد ديسمبر 1994 ، ويلعب ضمن نادي القادسية الكويتي في مركز خط الوسط.

## أعماله
- لعبة الكبار